# جلان يونغ (لاعب كرة قدم أمريكية)
جلان يونغ (بالإنجليزية: Glen Young)‏ هو لاعب كرة قدم أمريكية أمريكي، ولد في 11 أكتوبر 1960 في غرينوود في الولايات المتحدة.

## وصلات خارجية
- جلان يونغ على موقع مرجع كرة القدم المحترفة.كوم (الإنجليزية)